# L'avenir est dans les œufs
L'avenir est dans les œufs (ou Il faut de tout pour faire un monde) est une pièce de théâtre en un acte d'Eugène Ionesco écrite en 1951, et créée au théâtre de la Cité universitaire en 1957 dans une mise en scène de Jean-Luc Magneron. Elle constitue une suite à Jacques ou la Soumission, une autre pièce de théâtre de Ionesco.